# Дні Турбіних
«Дні Турбіних» (рос. «Дни Турбиных») — радянський трисерійний художній телевізійний фільм Володимира Басова за однойменною п'єсою Михайла Булгакова, знятий у 1976 році.

## Сюжет
Фільм оповідає про інтелігенцію і революції в Росії, про життя сім'ї офіцерів Турбіних під час Громадянської війни. Київ. Зима 1918—1919 років. Влада в місті переходить від гетьмана до Директорії, потім від Петлюри — до більшовиків. Турбіним і їх знайомим доводиться робити свій вибір. Полковник Олексій Турбін і його брат юнкер Микола залишаються вірними Білому руху і мужньо захищають його від військ Петлюри, не шкодуючи життя. Чоловік їх сестри Олени Володимир Тальберг ганебно тікає з міста з відступаючими німецькими військами. В цей смутний час сім'я і троє їхніх друзів-офіцерів — Віктор Мишлаєвський, Олександр Студзинський і Леонід Шервинський — збираються і відзначають Новий Рік. В гості до них приїжджає дивний і трохи безглуздий юнак, далекий родич Турбіних — Ларіон Суржанський (Ларіосик). При захопленні міста петлюрівцями Олексій гине. Решта змушені залишитися жити в квартирі Турбіних.

## У ролях
- Андрій Мягков —  Олексій Васильович Турбін
- Андрій Ростоцький —  Микола Васильович Турбін
- Валентина Титова —  Олена Василівна Тальберг
- Олег Басілашвілі —  Володимир Робертович Тальберг
- Володимир Басов —  Віктор Вікторович Мишлаєвський
- Петро Щербаков —  Олександр Броніславович Студзинський
- Сергій Іванов —  Ларіосик (Ларіон Ларіонович Суржанський)
- Віктор Чекмарьов —  Василь Іванович Лисович
- Маргарита Криницина —  Ванда, дружина Лисовича
- Володимир Самойлов —  гетьман Скоропадський
- Гліб Стриженов —  генерал фон Шратт
- Вадим Грачов —  фон Дуст
- Микола Сморчков —  перший офіцер
- Ігор Бєзяєв —  поручик Копилов
- Михайло Селютін —  третій офіцер, поручик
- Федір Нікітін —  Максим
- Іван Рижов —  лакей Федір
- Дмитро Орловський —  листоноша
- Борислав Брондуков —  більшовицький агітатор
- Лев Перфілов —  городянин

## Знімальна група
- Автор сценарію:  Володимир Басов
- Режисер-постановник:  Володимир Басов
- Другий режисер:  Микола Досталь
- Головні оператори:
  -  Леонід Крайненков
  -  Ілля Міньковецький
- Головний художник:  Олексій Пархоменко
- Костюми:  Ольга Кручиніна
- Композитор:  Веніамін Баснер
- Текст пісень:  Михайло Матусовський
- Монтаж: Людмила Бадоріна